# Cheirolophus crassifolius

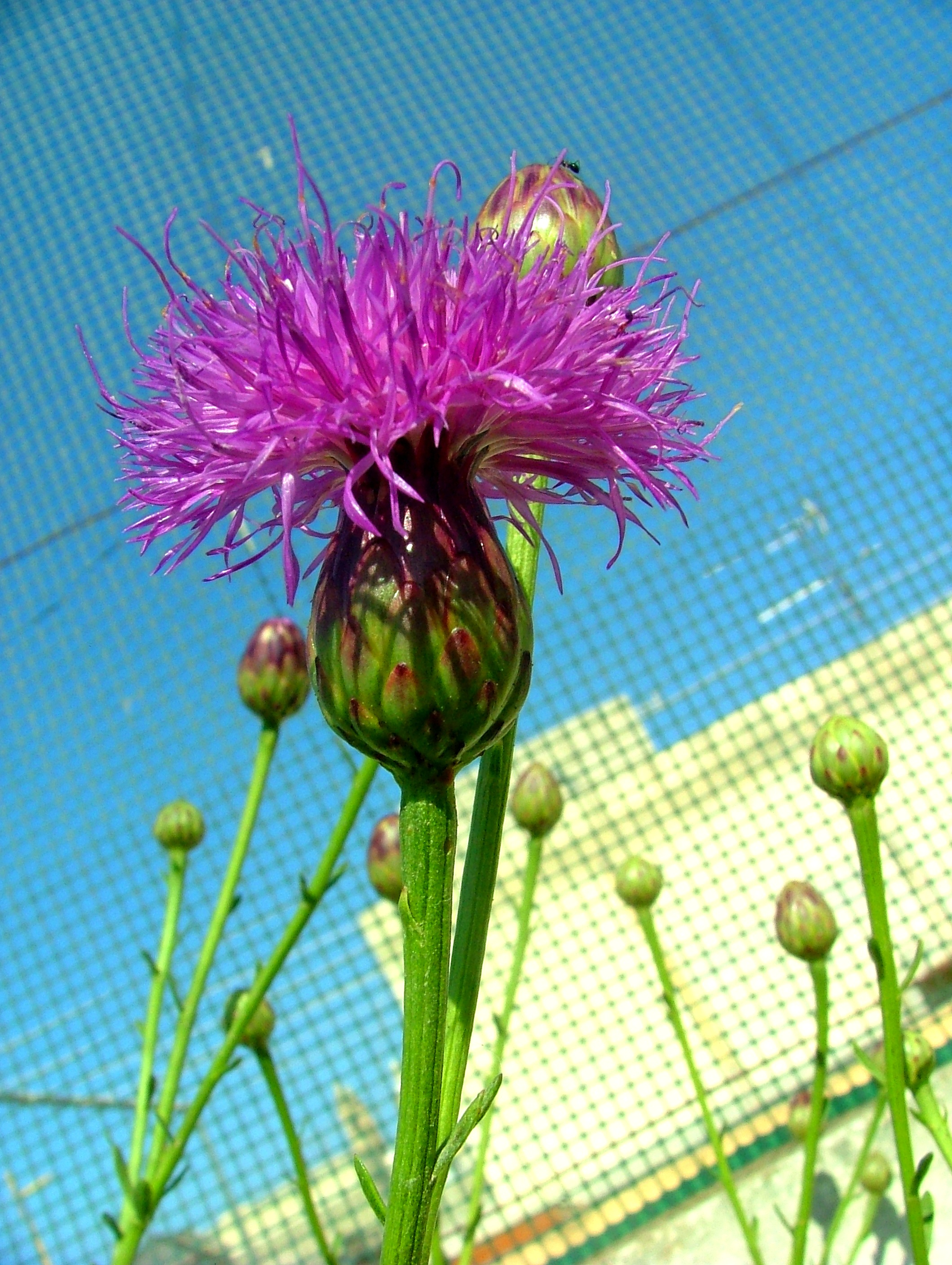
Flor de Cheirolophus crassifolius.

Cheirolophus crassifolius es una especie de herbácea perteneciente a la familia Asteraceae. Es originaria de Malta, donde fue elegida la flor nacional de Malta desde 1973. Su hábitat natural son los acantilados costeros y valles. Está amenazada por pérdida de hábitat.

## Distribución y hábitat
Es escasa pero muy extendida en la naturaleza en los acantilados occidentales de Malta, raros en los acantilados del sur de Gozo, pero con frecuencia como una especie cultivada en rotondas. Es muy común en los límites de Wied Babu en el sureste de Malta.

## Descripción
Tiene el tallo corto con hojas brillantes de color verde casi todas en una roseta basal. Miden de 5 a 7 cm de largo por 1,5 cm de ancho, divididas, espatulados y carnosas de forma significativa. Los márgenes de las hojas son lisas o denticuladas serradas. Las hojas del tallo son lineales con forma de espátula y pequeñas. Las inflorescencias son largas, con un diámetro de 2 a 2,5 cm y ovaladas. Las brácteas son enteras, sin apéndices y correosas. Las flores tubulares son púrpuras o de color blanco, las exteriores son estériles. Los frutos son de 6 a 8 mm de largo, con aquenios con un largo vilano. 
El período de floración es de marzo a septiembre. El número de cromosomas es 2n = 30.
Fue descrita por primera vez por Stefano Zerafa, alrededor de 1830, como la única especie del género monotípico Palaeocyanus. Sin embargo, en el año 2000, fue transferida a Cheirolophus, debido a los estudios genéticos realizados en ese año. La variedad serratifolia (hojas de sierra) es muy rara y sólo se conoce de Gozo. Esta especie se cultiva por su importancia nacional. Las restantes especies del género Cheirolophus son endémicas de las Islas Canarias.

## Ecología
Cheirolophus crassifolius es muy rara y se encuentra en peligro de extinción. Se estima un total de varios miles de plantas, factores importantes de riesgo son la senescencia, presumiblemente debido a que los frutos de las plantas son atacados por larvas de una polilla desconocida, por encontrarse en lugares de fácil acceso a la perturbación humana, y por plantas exóticas invasoras, como Carpobrotus edulis, Agave americana y Opuntia ficus-indica. 

## Taxonomía
Cheirolophus crassifolius fue descrita por (Bertol.) Alfonso Susanna y publicado en Plant Systematics and Evolution 214(1-4): 157. 1999
Etimología
El nombre Cheirolophus significa "cabeza de color rojo", mientras que el epíteto crassifolius significa "hojas gruesas", por las hojas que son suculentas y con forma de cuchara.
Sinonimia
- Centaurea crassifolia Bertol.
- Centaurea nitida Naldi ex DC.
- Centaurea spathulata Zeraph.
- Palaeocyanus crassifolius (Bertol.) Dostál	[3]